# Kevin Klier
Kevin Klier (* 17. August 1984 in Groß-Gerau, Deutschland) ist ein  deutscher ehemaliger Handballspieler.

## Karriere
Der 1,96 m große Handballtorwart begann beim TSV Pfungstadt mit dem Handballspiel. 2003 wechselte er zum TV Großwallstadt in die Handball-Bundesliga. Nach zwei Jahren schloss er sich dem Aufsteiger SG Kronau/Östringen an. 2007 wäre er nach der Verpflichtung des Weltmeisters Henning Fritz nur noch vierter Torwart gewesen und ging daraufhin in die 2. Handball-Bundesliga zur TSG Friesenheim. Mit den Eulen gelang ihm 2010, 2014 und 2017 der Aufstieg ins Oberhaus, wobei er 2013/14 zum besten Torhüter der Zweitligasaison gewählt wurde. Nach der Saison 2017/18 wollte er eigentlich seine Karriere beenden und den Eulen als Mitarbeiter der Geschäftsstelle erhalten bleiben. Seit der Saison 2018/19 spielt er für den Drittligisten TuS Dansenberg. Seit dem Sommer 2019 ist er zusätzlich als Torwarttrainer bei der TSG Friesenheim tätig. 2021 beendete Klier seine Karriere.